# Józef Kamala-Kurhański
Józef Kamala-Kurhański, właśc. Józef Kamala (ur. 24 stycznia 1884 w Kamyku, zm. 25 października 1941 w KL Auschwitz) – polski funkcjonariusz państwowy, podinspektor Policji Państwowej, komendant Miejsca Odosobnienia w Berezie Kartuskiej w latach 1934–1939.

## Życiorys
Urodził się 24 stycznia 1884 w Kamyku jako Józef Kamala, w katolickiej rodzinie Pawła i Józefy z domu Bachniak. Niewiele wiadomo o jego pochodzeniu i młodości, Michał Mirski przypisywał mu pochodzenie tatarskie – nie jest to jednak potwierdzone przez inne źródła. Według części źródeł przed I wojną światową był zastępcą komendanta więzienia w Piotrkowie Trybunalskim, jednak możliwe, że funkcję tę pełnił jego ojciec.
Pewne jest natomiast pełnienie przez niego służby w policji w zaborze rosyjskim. Po odzyskaniu przez Polskę niepodległości był początkowo komendantem policji w powiecie kieleckim, a w czerwcu 1926, w stopniu nadkomisarza, objął funkcję komendanta w powiecie radomskim. Dwa lata później awansował na stopień podinspektora i został skierowany do służby w komendzie wojewódzkiej w Warszawie, a następnie w takiej samej jednostce we Lwowie.
W grudniu 1934 został mianowany komendantem Miejsca Odosobnienia w Berezie Kartuskiej. W czasie pełnienia przez niego tej funkcji więźniowie byli poddawani brutalnemu traktowaniu. W 1935 złożył wniosek o zmianę nazwiska z Kamala na Kamala-Kurhański (w tym czasie także inni policjanci służący w Berezie-Kartuskiej dokonywali zmiany swoich nazwisk, a ogłoszenie ukazało się w Monitorze Polskim nr 207 z 10 września 1935). Za służbę w Berezie został odznaczony Krzyżem Oficerskim Orderu Odrodzenia Polski, jednak niejasności co do kwestii jego służby w rosyjskim więziennictwie sprawiły, że temu odznaczeniu sprzeciwiał się gen. Kordian Zamorski.
Jego losy po klęsce Polski we wrześniu 1939 nie są znane, ale najprawdopodobniej we wrześniu 1940 został aresztowany przez gestapo i osadzony w więzieniu zbiorczym w Tarnowie. Wywieziony transportem kolejowym 10 stycznia 1941 do obozu koncentracyjnego Auschwitz-Birkenau, otrzymał numer obozowy 9245, w dokumentacji obozowej figurował jako Kamalak. Zaraz po przybyciu do obozu został rozpoznany i zadenuncjowany przez jednego z więźniów. Był poddany przez esesmanów brutalnemu śledztwu w sprawie rzekomej śmierci 13 lotników niemieckich, którzy przymusowo lądowali w rejonie Berezy Kartuskiej i mieli zostać przez niego skazani na śmierć głodową. Był wielokrotnie bity i kopany. Zmarł w obozie 25 października 1941, oficjalnie z powodu nieżytu układu pokarmowego, a według relacji więźnia Czesława Sułkowskiego został zlinczowany przez współwięźniów. Inny więzień, działacz komunistyczny Leon Wieczorek, wskazywał, że sprawcami byli niemieccy komuniści osadzeni w innym bloku obozowym.

## Awanse
- Nadkomisarz Policji – 1926
- Podinspektor Policji – 1928

## Ordery i odznaczenia
- Krzyż Oficerski Orderu Odrodzenia Polski
- Krzyż Zasługi za Dzielność (dwukrotnie: 9 listopada 1929[7], 16 marca 1933[8])